# Pachychoeta caracasae
Pachychoeta caracasae är en tvåvingeart som beskrevs av Martin 1975. Pachychoeta caracasae ingår i släktet Pachychoeta och familjen rovflugor.
Artens utbredningsområde är Venezuela. Inga underarter finns listade i Catalogue of Life.